# Beltrami (Familienname)
Beltrami ist ein  norditalienischer Familienname, der vor allem in der Lombardei und der Emilia verbreitet ist.

## Herkunft und Bedeutung
Der Familienname Beltrami bildete sich ab dem 12. Jahrhundert als Patronym des Rufnamens Beltramo. Dieser entstand zur Zeit der Herrschaft der Franken über das Königreich der Langobarden als eine langobardische Namensvariante des fränkisch-germanischen Namens Berhthraban. Dieser setzte sich aus den beiden Wörtern Berht (leuchtend) und Hraban (Rabe) zusammen und ging auf die Verehrung des germanischen Göttervaters Odin (Wotan) zurück, der den Beinamen Rabengott trug.

## Namensträger
- Andrea Beltrami (Architekt) (um 1320–1380), italienischer Architekt und Festungsbauer
- Andrea Beltrami (1870–1897), italienischer Priester, Salesianer Don Boscos und Schriftsteller
- Antonio Beltrami (1724–1784), italienischer Maler des Barock und des Neoklassizismus
- Benedetto Beltrami (um 1410–1470), italienischer Architekt und Bildhauer
- Cesare Beltrami (* 1942), italienischer Kanute
- Eugenio Beltrami (1835–1900), italienischer Mathematiker
- Eugenio A. Beltrami (1930–1995), italienischer Sportgeräte-Entwickler
- Filippo Maria Beltrami (1908–1944), italienischer Architekt und Widerstandskämpfer
- Giacomo Beltrami (Konsul) (um 1130–1180), italienischer Patrizier und Konsul der Stadt Asti
- Giacomo Beltrami (Forschungsreisender) (1779–1855), italienischer Forschungsreisender und Anhänger Napoleons
- Gian Mario Beltrami (1893–1936), General der italienischen Luftstreitkräfte
- Giovanni Beltrami (Gemmenschneider) (1777–1854), italienischer Glyptiker
- Giovanni Beltrami (Maler) (1860–1926), italienischer Maler und Kunstkritiker
- Giovanni Antonio de’ Beltrami (um 1620–1680) italienischer Maler des Barock
- Girolamo Beltrami (um 1615–1690), italienischer Architekt des Barock
- Giuseppe Beltrami (1889–1973), italienischer Kardinal
- Ivan Beltrami (* 1969), italienischer Radrennfahrer
- Joseph Beltrami (1932–2015), schottischer Strafverteidiger schweizerischer Abstammung
- Luca Beltrami (1854–1933), italienischer Architekt, Restaurator und Kunsthistoriker
- Luigi Guido Beltrami (1758–1834), italienischer Organist und Komponist
- Marco Beltrami (* 1966), US-amerikanischer Filmkomponist
- Mario Beltrami (1902–1987), italienischer Maler
- Pietro Beltrami (1812–1872), Graf aus Bagnacavallo, italienischer Politiker
- Walter Beltrami (* 1974), italienischer Jazzmusiker
- Wolmer Beltrami (1922–1999), italienischer Akkordeonist